# Zaragateiro-do-mato
O zaragateiro-do-mato (Argya striata) é uma espécie da família Leiothrichidae encontrada no subcontinente indiano. Esses pássaros são gregários e forrageiam em pequenos grupos de seis a dez indivíduos, um comportamento que lhes rendeu o apelido popular de "Sete Irmãs" nas áreas urbanas do norte da Índia e "Sete Irmãos" em bengali, com termos cognatos em outras línguas regionais que também significam "Sete Irmãos".
O zaragateiro-do-mato é uma ave comum e residente em grande parte do subcontinente indiano, frequentemente observada em jardins de grandes cidades e áreas florestadas. Anteriormente, o zaragateiro-de-bico-laranja [en], Turdoides rufescens, do Sri Lanka, era considerado uma subespécie do tagarela-da-selva, mas hoje é reconhecido como uma espécie distinta.

## Taxonomia
O zaragateiro-do-mato foi descrito pelo zoólogo francês Charles Dumont de Sainte-Croix [en] em 1823, com base em espécimes de Bengala. Ele criou o nome binomial Cossyphus striatus. Anteriormente classificado no gênero Turdoides, foi transferido para o gênero revalidado Argya [en] após um estudo filogenético molecular abrangente publicado em 2018.
Existem várias subespécies geograficamente isoladas, que diferem na tonalidade da plumagem. A antiga raça rufescens do Sri Lanka é agora considerada uma espécie distinta. As subespécies amplamente aceitas incluem:
- A. s. striata (Dumont de Sainte Croix, 1823), distribuída por grande parte do norte da Índia ao sul das colinas dos Himalaias, alcançando Himachal Pradexe, Utar Pradexe, Butão, Assão, Orissa e nordeste de Andra Pradexe. A forma encontrada em partes de Orissa, orissae, é mais avermelhada no dorso e geralmente incluída nesta subespécie.[7]

- A. s. sindiana (Ticehurst, 1920), uma forma mais pálida típica de desertos, encontrada nas planícies do rio Indo no Paquistão, estendendo-se até o Rajastão e Rann de Kutch na Índia.

- A. s. somervillei (Sykes, 1832), presente no norte dos Gates Ocidentais.

- A. s. malabarica (Jerdon, 1845), encontrada no sul dos Gates Ocidentais.

- A. s. orientalis (Jerdon, 1845), distribuída na Índia peninsular a leste dos Gates Ocidentais.

Algumas literaturas antigas podem ser confusas devido a usos incorretos, como em Whistler (1944, Spolia Zeylanica, 23:131), que usou o nome affinis, referente a uma espécie distinta, zaragateiro-de-bico-amarelo [en] (Argya affinis), restrita à Índia peninsular. Apesar de poderem ser confundidos em condições de pouca luz, seus chamados são completamente diferentes.

## Descrição

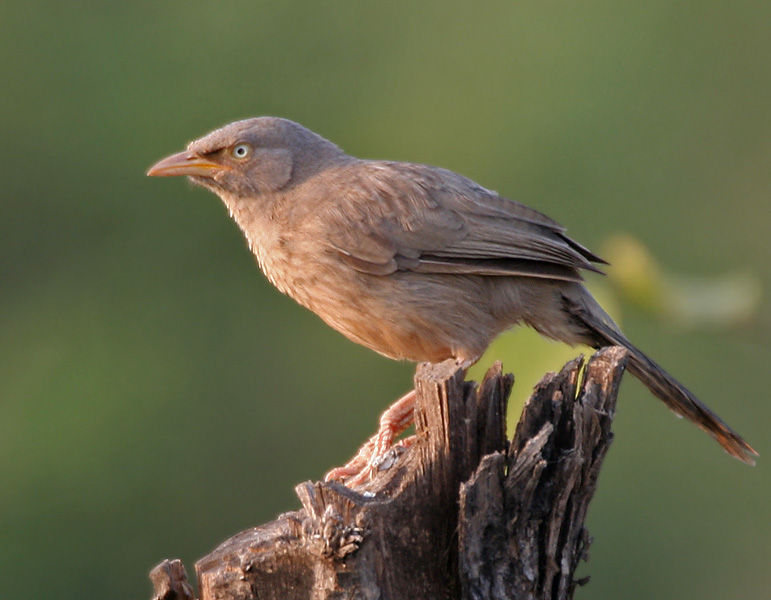
Adulto da subespécie orientalis em Kawal, Andra Pradexe, Índia.

O habitat do zaragateiro-do-mato inclui florestas e áreas de lavoura. Como a maioria dos tagarelas, esta espécie não é migratória, possui asas curtas e arredondadas e um voo fraco. Machos e fêmeas são idênticos, com plumagem discretamente acinzentada e bico amarelo, podendo ser confundidos apenas com os zaragateiros-de-bico-amarelo endêmicos da Índia peninsular e do Sri Lanka. As partes superiores são geralmente mais escuras, com manchas na garganta e no peito. A subespécie somervillei de Maarastra tem cauda muito avermelhada e penas primárias escuras. O zaragateiro-do-mato diferencia-se do zaragateiro-de-cabeça-branca [en] pela zona loreal escura entre o bico e o olho e pela ausência de um píleo clara contrastante. Seus chamados são distintos: o zaragateiro-do-mato emite sons nasais rudes, enquanto o zaragateiro-de-cabeça-branca tem chamados agudos. Outro zaragateiro comum em áreas urbanas, o zaragateiro-cinzento-grande [en], possui uma cauda longa e distinta com penas externas brancas.
O zaragateiro-do-mato vive em bandos de sete a dez ou mais indivíduos. É uma ave barulhenta, e a presença de um grupo pode ser percebida a distância pelos chamados rudes, tagarelices contínuas, guinchos e chilreios emitidos por seus membros.

## Comportamento e ecologia

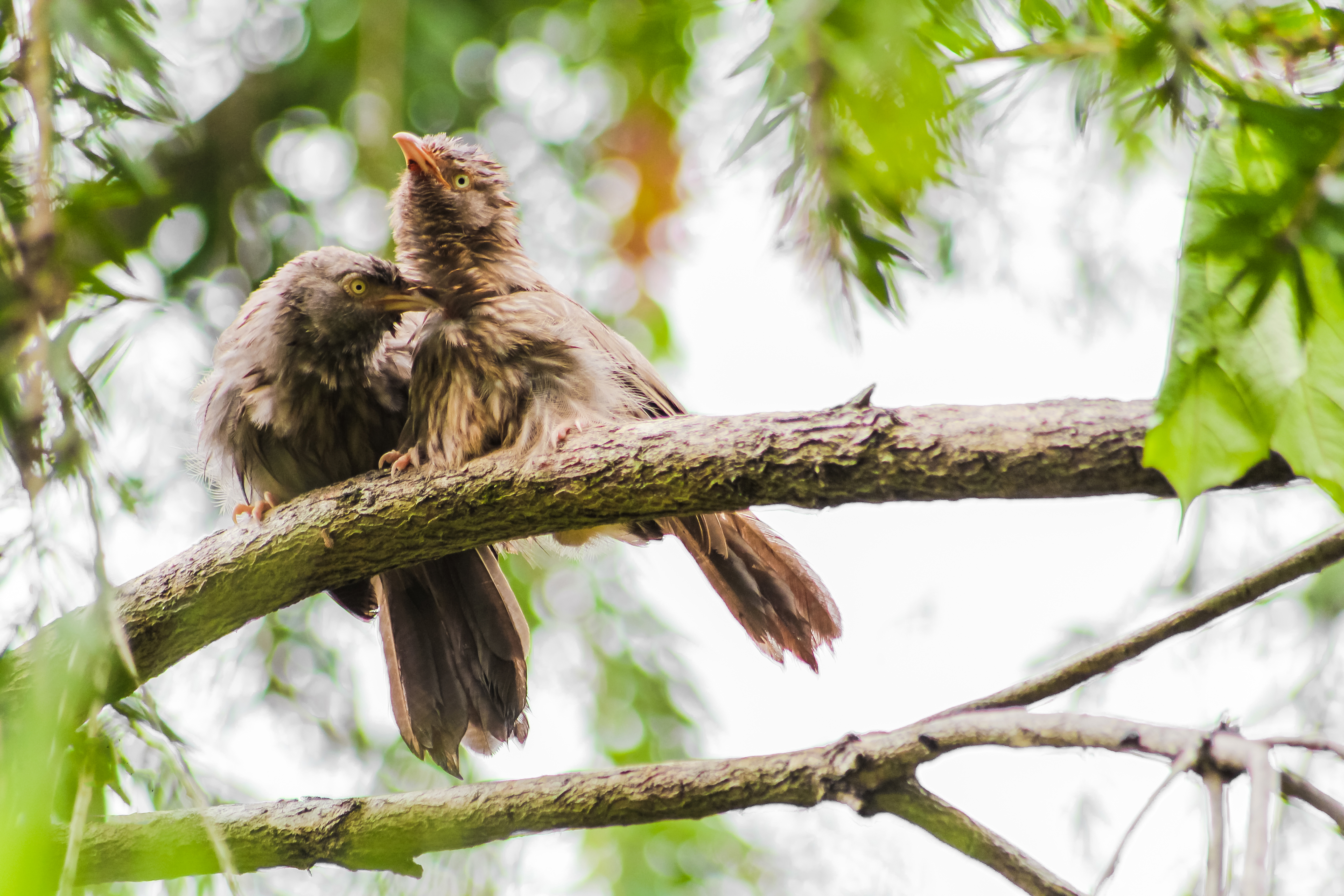
Um par dos Gates Ocidentais alisando-se após chuva de monção

Os zaragateiros-do-mato são gregários e altamente sociais, às vezes formando o núcleo de um bando de forrageamento de espécies mistas. Alimentam-se principalmente de insetos, mas também consomem grãos, néctar e frutas. Mantêm territórios que defendem contra vizinhos, embora estes sejam por vezes tolerados. São aves longevas para seu tamanho, com registros de até 16,5 anos em cativeiro.
Durante o forrageamento, algumas aves assumem pontos altos como sentinelas. São conhecidas por se reunir e atacar (mobbing) predadores potenciais, como cobras. Um estudo de seu orçamento de atividades revelou maior semelhança com primatas sociais do que com aves semelhantes.
Jovens possuem íris escuras, enquanto aves mais velhas têm íris de cor cremosa pálida. Isso ocorre porque a íris tem um epitélio escuro que se torna invisível à medida que as fibras musculares se desenvolvem, ocultando as cores escuras de base e resultando na tonalidade cremosa.
Reproduzem-se ao longo do ano, com picos no norte da Índia entre março-abril e julho-setembro. Atingem a maturidade sexual após o terceiro ano. O ninho é construído a meia altura em árvores, escondido em folhagem densa. A ninhada típica tem três ou quatro ovos azul-esverdeados profundos, podendo chegar a sete. No norte da Índia, aves que nidificam entre julho e setembro podem ser parasitadas pelo cuco-jacobino [en] e, às vezes, pelo cuco-falcão-indiano [en]. Ajudantes auxiliam os pais na alimentação dos filhotes, e a sobrevivência depois que os filhotes aprendem a voar é alta.
Os filhotes aprendem a voar e as fêmeas geralmente deixam o grupo natal após cerca de dois anos. Membros do grupo frequentemente praticam alisamento recíproco, brincadeiras de perseguição e lutas simuladas. Quando ameaçados por predadores, podem fingir-se de mortos (tanatose).

## Na cultura
Os zaragateiros-do-mato são muito comuns perto de cidades, especialmente no norte da Índia. São conhecidos por se deslocarem em grupos, o que lhes valeu o nome em hindustâni Sat Bhai ("Sete Irmãos"); em inglês indiano, isso é frequentemente traduzido como "Sete Irmãs". Visitantes da Índia frequentemente notam essas aves vocais e ativas. Frank Finn [en] relata um incidente do período colonial:
Há alguns anos, um novo Governador-Geral da Índia Britânica estava sendo apresentado às maravilhas de seu reino temporário, e entre elas o Taj em Agra ocupava, claro, um lugar importante. Ao chegar diante do glorioso monumento do amor e orgulho oriental, o ingênuo ajudante de ordens ficou mudo; a equipe dourada permaneceu em silêncio, como diz Kipling, na expectativa ansiosa do comentário de Sua Excelência. Mas este, infelizmente, quando veio, foi apenas a observação: "O que são aqueles pássaros engraçados?" O choque deve ter sido maior pelo fato de que as aves assim honradas eram, ao que parece, daquela espécie singularmente desleixada conhecida na Índia como 'Sete Irmãs' ou 'Sete Irmãos', ou pelo equivalente em hindi sat-bhai.
O folclorista indiano Saratchandra Mitra [en] registrou uma crença entre os Lushai-Kuki de que, durante um eclipse solar, humanos poderiam se transformar em zaragateiros-do-mato.

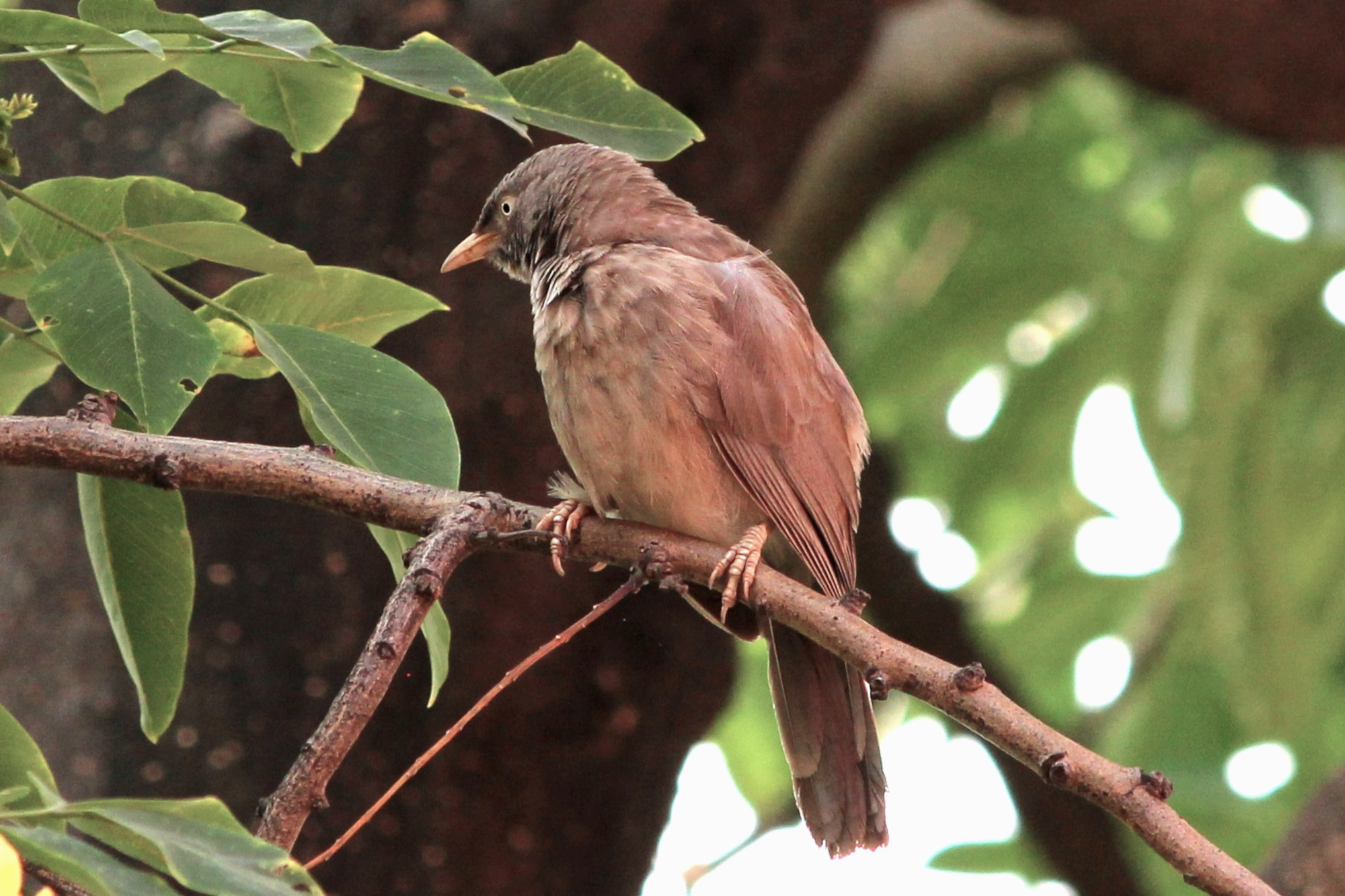
Zaragateiro-do-mato em Chandigar
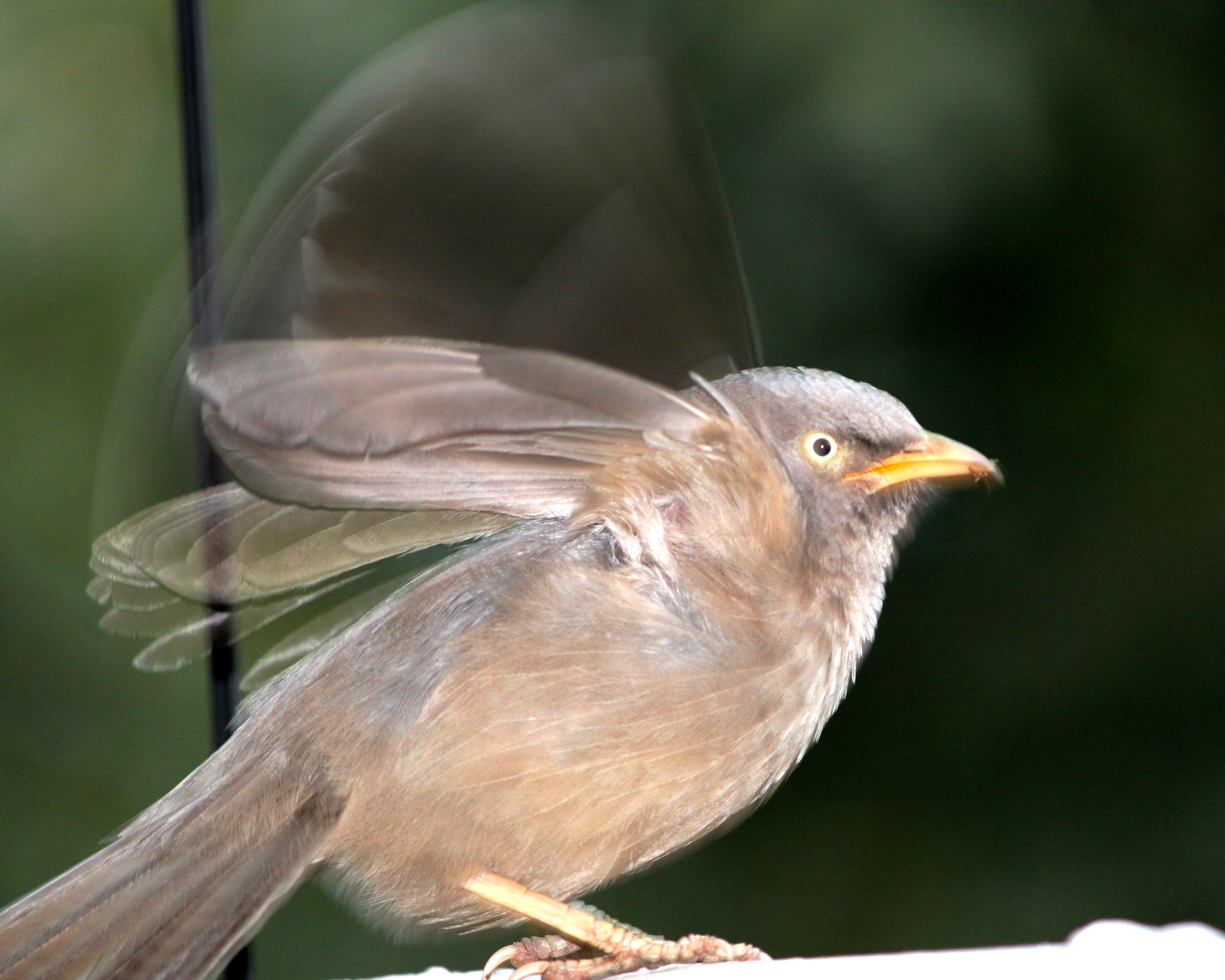
Zaragateiro-do-mato
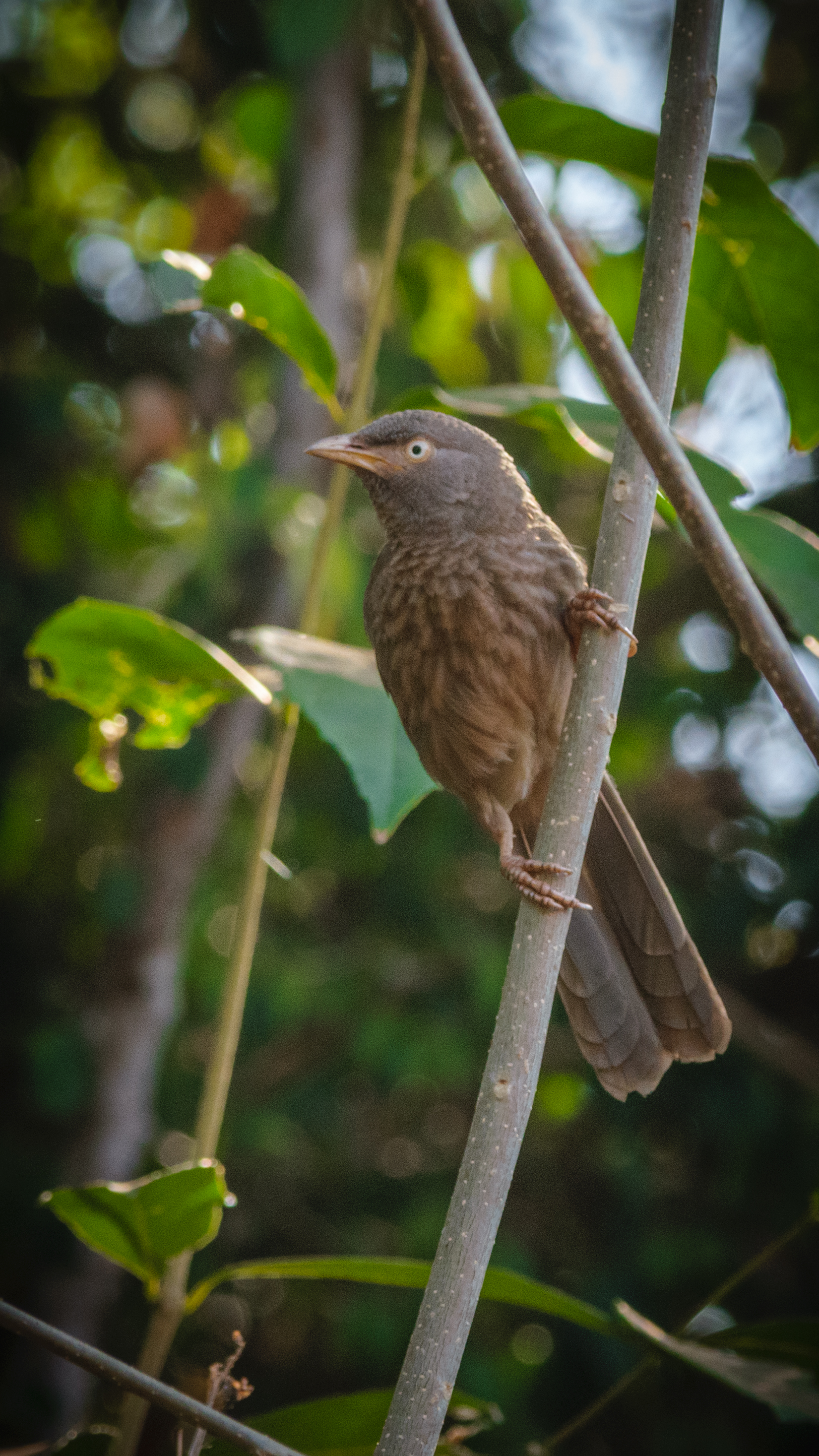
Subespécie malabarica
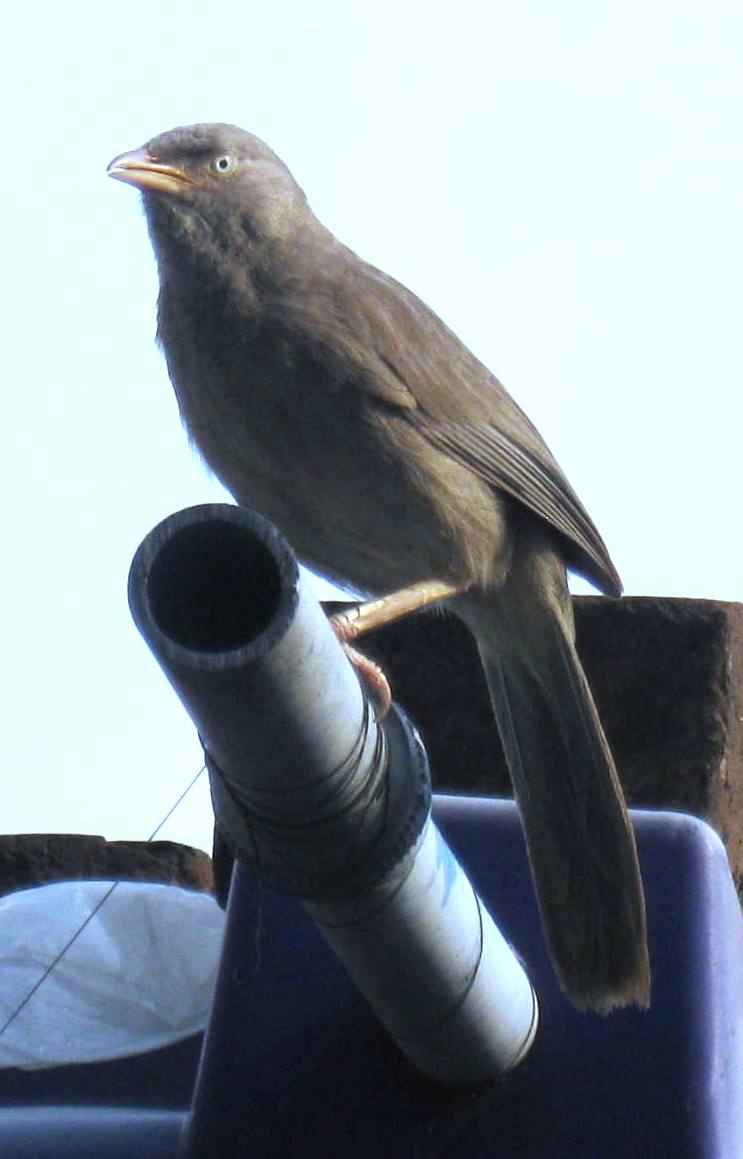
Zaragateiro-do-mato, Calcutá, Bengala Ocidental, Índia
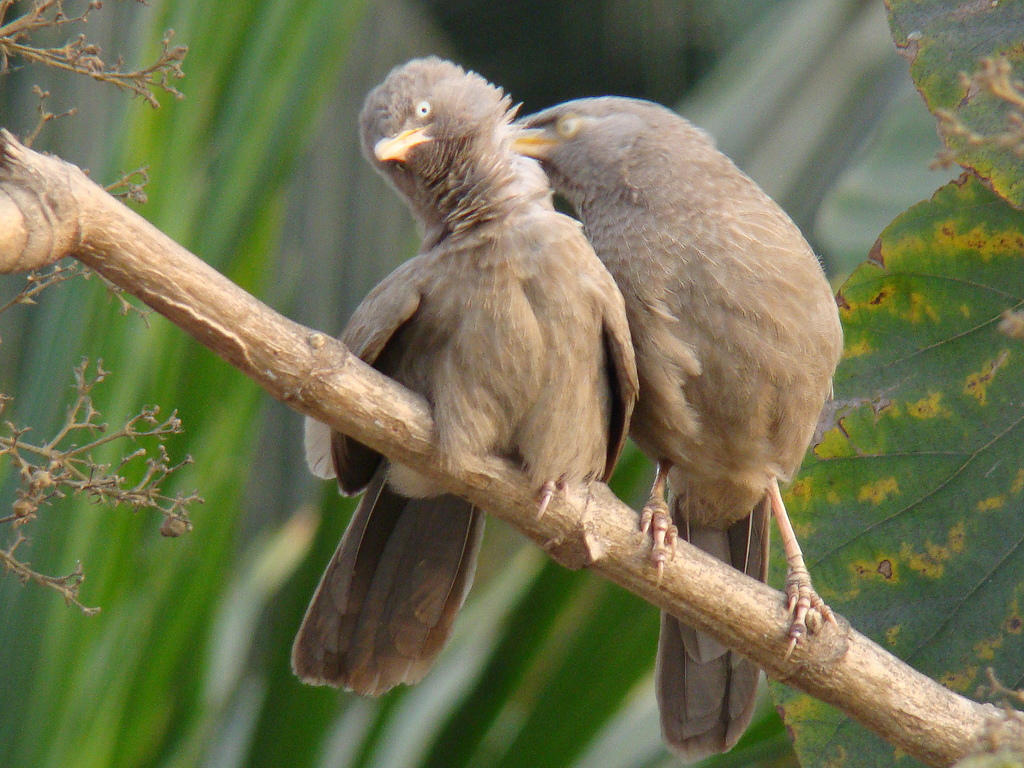
Raça nominal de Calcutá alisando-se